# دومپیر-سور-ویل
دومپیر-سور-ویل (به فرانسوی: Dompierre-sur-Veyle) یک کمون در فرانسه است که در canton of Pont-d'Ain واقع شده‌است.

## خصوصیات
دومپیر-سور-ویل ۲۹٫۱۰ کیلومترمربع مساحت و ۱٬۱۹۸ نفر جمعیت دارد و ۲۸۵ متر بالاتر از سطح دریا واقع شده‌است.